# Jimmy Jazz Records
Jimmy Jazz Records – polska niezależna wytwórnia muzyczna ze Szczecina specjalizująca się głównie w muzyce punk, psychobilly, rockabilly, ska, reggae i hardcore. Założona w 2001 stała się naturalną kontynuacją działań wytwórni Rock'n'roller powstałej w 1989 z inicjatywy Zdzisława "Dzidka" Jodko, będącego także szefem Jimmy Jazz Records.
Wytwórnia skupia pod swoimi skrzydłami wiele znaczących grup polskiej sceny niezależnej, pośród których najbardziej znane to Komety (6 albumów), The Analogs (11 albumów), Partia (4 albumy), Skampararas (3 albumy), Karcer (6 albumów), Kolaboranci (4 albumy), ADHD Syndrom (3 albumy), Quo Vadis (3 albumy), Podwórkowi Chuligani (3 albumy), Anti Dread (5 albumów), Rewizja (5 albumów), WC (3 albumy). 

Jimmy Jazz Records reprezentują także m.in. takie zespoły jak Indios Bravos, Alians, SexBomba, Trybuna Brudu, Konwent A, Po Prostu, Ukraina, Marne Szanse, Qulturka, Non Serviam, Kapral Zajączek, The Oldians, Los Fastidios, Black Bee, Obibox, The Bastard, 747, Ser Charles, Cztery Kilo Obywatela (2 albumy), Oi! Brygada, Cosmopoliss, Ziggie Piggie, Horrorshow, Redakcja, Administratorr, APE, The Coi!ots, Martin Solo, The Lunatics, Skambomambo, Sari Ska Band, Pavulon Twist, The Soulburners, The Kolt (3 albumy), Emerald (2 albumy), The Headhunters (4 albumy), Złodzieje Głów, Skapoint, Nowy Świat, P.D.S., Dumbs, Bang Bang, Kalosz Laszlo, Arcy Młyn, Uran, After Blues, Way Side Crew, 760 Milionów Oddechów czy Road Trip's Over.
Wytwórnia przez kilka lat posiadała swoje internetowe radio Ulicznik, od 1996 do 2012 roku była wydawcą pisma: Garaż (Punk/Ska/Hardcore) wychodzącego od 1985 roku, wydała też 4 numery pisma Reggaebeat (Reggae/Ska/Dancehall...).
Jimmy Jazz Records jest także polskim dystrybutorem kilku zagranicznych wytwórni płytowych. Posiada jeden z najlepszych sklepów internetowych w kraju z ofertą muzyki niezależnej. Własne wydawnictwa Jimmy Jazz Records to ponad 200 tytułów wydanych na kasetach, CD i płytach winylowych. Wytwórnia zajmuje się także produkcją własnej odzieży, oraz wykonuje na zlecenie: produkcję płyt winylowych, produkcję odzieży z nadrukami, przygotowywanie projektów graficznych...